# Eric Lobron
Eric Lobron (nascut el 7 de maig de 1960 a Germantown, Filadèlfia, Pennsilvània) és un jugador d'escacs alemany d'ascendència estatunidenca. Té el títol de Gran Mestre des de 1982, i ha estat dos cops Campió de la República Federal Alemanya.
A la llista d'Elo de la FIDE del juliol de 2015, hi tenia un Elo de 2524 punts, cosa que en feia el jugador número 37 d'Alemanya. El seu màxim Elo va ser de 2625 punts, a la llista de juliol de 1992.

## Resultats destacats en competició
Tot i que va néixer als Estats Units, la família va anar a viure a Alemanya quan ell tenia cinc anys, i es va establir a la ciutat de Wiesbaden. El seu talent pels escacs es va fer evident aviat, quan va esdevenir campió juvenil d'Alemanya el 1978.
Tot just dos anys després, el seu progrés continuat li va permetre d'obtenir el títol de Mestre Internacional i guanyar el Campionat de la RFA a Bad Neuenahr, un èxit que va fer que es decidís a ser jugador professional, i deixés de banda els seus estudis de dret, per embarcar-se en el circuit internacional de torneigs d'escacs.
Va obtenir diverses victòries en grans torneigs, com ara al Torneig de Mestres del Festival d'escacs de Biel de 1981 (ex aequo amb Vlastimil Hort), Ramat Hasharon el 1982 i Manila el 1982 (ex aequo amb Lev Polugaievski). El mateix any va obtenir el títol de GM, seguit de més victòries en torneigs, en solitari o ex aequo; a Nova York 1983 i 1985, Biel 1986, Brussel·les i Ter Apel (ambdues el 1987), Lió 1988 (amb Simen Agdestein), Wiesbaden i Graz (ambdues el 1993), Bad Zwesten 2000 i al torneig Wijk Inv Tens a Wijk aan Zee 2003. També fou Campió de la RFA per segon cop el 1984.
En un intent per classificar-se per a les fases finals del cicle pel Campionat del món d'escacs de la PCA, va puntuar bé al torneig classificatori de Groningen 1993, quedant per damunt de molts jugadors de l'elit mundial, que el superaven en nivell, com ara Judit Polgár, Vesselín Topàlov i Ievgueni Baréiev.
En competicions per equips, va participar durant molts anys a la Bundesliga i va representar Alemanya en totes les Olimpíades d'escacs en el període 1980–96, excepte la de Dubai de 1986. Al Campionat d'Europa per equips hi va participar tres cops, els anys 1983, 1989 i 1992, essent el primer tauler alemany en la primera i la tercera ocasions. A les olimpíades, va guanyar una medalla de bronze individual per la seva actuació al tercer tauler el 1990, i al Campionat d'Europa, una medalla de bronze per equips el 1989.
Conegut per haver estat un empresari d'èxit en el mercat de valors durant una època de bonança econòmica, va adquirir una certa 'celebritat' el 2004, quan va saber-se que la seva xicota era la supermodel estònia Carmen Kass, també jugadora d'escacs, i presidenta de la Federació Estònia d'Escacs.
En el cim de la seva carrera, Eric Lobron va assolir un Elo de 2625. Des de mitjan 2000 ha jugat poc als escacs sobre el tauler, però competeix online a l'Internet Chess Club amb el sobrenom de Yardbird, i hi té un dels més alts rànquings en blitz. És conegut també com a bon jugador de Backgammon.